# Type 19557 SNCV
Le type 19557-19580 est un type de voiture de la Société nationale des chemins de fer vicinaux (SNCV).

## Histoire
Vingt-quatre remorques sont construites par les ateliers SNCV de Turnhout pour le châssis et Merksem pour le reste (la conception est également faite par la SNCV) pour remplacer les voitures à deux essieux et plateformes ouvertes de l'ancien parc vapeur utilisées en heure de pointe sur les longs trajets.

## Caractéristiques

### Caractéristiques générales

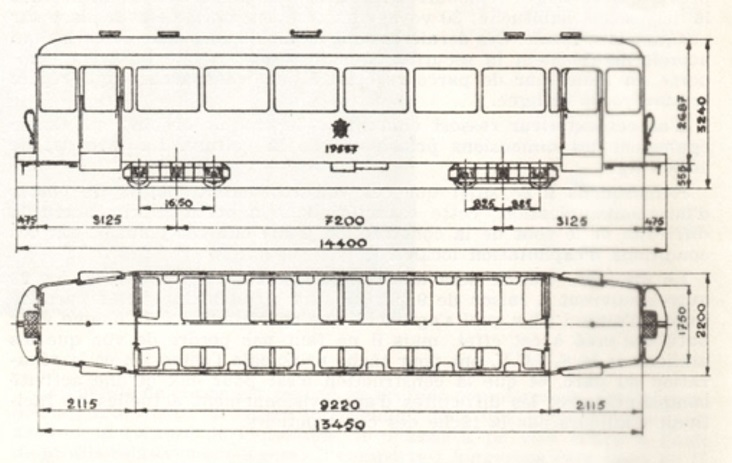
Plan.

| Nombre construits                     | 24            |
| Numéros                               | 19557 à 19580 |
| Écartement [mm]                       | 1 000         |
| Longueur hors-caisse [mm]             | 13 450        |
| ... hors-tout [mm]                    | 14 400        |
| Largeur hors-caisse et hors-tout [mm] | 2 200         |
| Hauteur hors-caisse [mm]              | 3 240         |
| Entraxe bogies [mm]                   | 7 200         |
| Porte-à-faux hors-caisse [mm]         | 3 125         |
| ... hors-tout [mm]                    | 3 600         |
| Nombre de bogies moteurs+porteurs     | 0+2           |
| Poids à vide [t]                      | 10,5          |
| Disposition des essieux               | 2'2'          |
| Sources,.                             |               |

### Caisse
Le châssis, construit par les ateliers de Turnhout, est conçu de manière légère et intégralement soudée, il comporte deux longerons extérieurs en U. L'ossature de la caisse, construite par les ateliers de Merksem, est réalisée en profilés d'acier soudés, la partie inférieure de la caisse sous la ceinture forme un longeron-parois (pouttre à croisillons). Cette ossature intervient dans une large mesure pour assurer la rigidité de l'ensemble châssis/caisse,.

### Aménagement
Le véhicule comporte deux plateformes à chaque extrémité de 30 places debout chacune, chaque plateforme dispose d'une porte d'inter-articulation pour les besoins du receveur qui ne possède pas de poste fixe. Au centre il y a un compartiment voyageurs de trente-six places assises disposées en 2+1 sièges,.
Le plancher est en bois boulonné au châssis avec revêtement de linoléum et de caoutchouc. Le revêtement intérieur est également en bois pour les encadrements, les portes et certains panneaux. Le plafond est en tôle d'aluminium de 1mm.